# Вітторіо Марчеллі
Вітторіо Марчеллі (італ. Vittorio Marcelli, 3 червня 1944) — італійський велогонщик.
Бронзовий призер Олімпійських Ігор 1968 року в роздільній командній гонці.
Чемпіон світу з велоперегонів на шосе 1968 року в аматорській груповій шосейній гонці, бронзовий призер 1967 (роздільна командна гонка), 1968 (роздільна командна гонка) років.